# Pipit à dos uni
Anthus leucophrys
Espèce
Statut de conservation UICN

LC : Préoccupation mineure
Le Pipit à dos uni (Anthus leucophrys) est une espèce de passereaux appartenant à la famille des Motacillidae. 

## Description et éléments associés
Les pipits sont des oiseaux terrestres insectivores à plumage brun nuancé de taches et stries diverses, notamment foncées.  
Le pipit à dos unis mesure environ 17 cm de long,. Il y a de nombreuses sous-espèces. Physiquement, des changements se voient surtout sur la couleur et les nuances du plumage (notamment inférieur). 
La sous-espèce A. l. gouldi est brun fortement sombre uni dessus, chamois pâle à blanchâtre sur le dessous, avec des rayures nettes sur la poitrine.  
Cet oiseau pousse de petits tchi-tchi ou tchirpp-tchirpp doux,. 

## Répartition et habitat
L’espèce est largement représentée en Afrique subsaharienne, et comme elle fréquente essentiellement des milieux ouverts à moyennement ouverts, elle est moins abondante au sein de la forêt dense d’Afrique centrale de l’Ouest,,. 

## Statut de Conservation
En 2021, l'UICN considère l'espèce comme de préoccupation mineure.

## Sous-espèces et géographie affinée
Selon Avibase (2021) : 
- Anthus leucophrys leucophrys : Du Mozambique au Swaziland, au Lesotho et à l'Afrique du Sud
- Anthus leucophrys ansorgei : Du Sud de la Mauritanie au Sénégal, à la Gambie et en Guinée-Bissau
- Anthus leucophrys zenkeri : du Sud du Mali et de la Guinée au Sud-Ouest du Soudan et du Sud-Soudan au Sud jusqu'au Nord de la République Démocratique du Congo, l'Ouganda, l'Ouest du Kenya, le Rwanda, le Burundi et le Nord-Ouest de la Tanzanie
- Anthus leucophrys gouldii : De la Sierra Leone au Libéria et à la Côte d'Ivoire
- Anthus leucophrys omoensis : Sud-Est du Soudan, l'Est du Soudan du Sud, l'Érythrée et le Nord et l'Ouest de l'Éthiopie
- Anthus leucophrys tephridorsus : Du sud de l'Angola au sud de la Zambie, au nord de la Namibie et au nord du Botswana

- Anthus leucophrys bohndorffi : L'Angola vers la République démocratique du Congo, le Gabon, la Zambie, le Malawi et la Tanzanie
- Anthus leucophrys goodsoni : Kenya et Tanzanie
- Anthus leucophrys saphiroi : Sud-est de l'Éthiopie et du nord-ouest de la Somalie
- Anthus vaalensis vaalensis : Du Sud du Botswana au Sud du Mozambique, de l'Afrique du Sud et de l'Ouest du Lesotho
- Anthus vaalensis neumanni : Plateau angolais ; en Namibie et au Botswana
- Anthus vaalensis marungensis : Du Nord de la Zambie au Sud de la Tanzanie
- Anthus vaalensis chobiensis : Du Nord Est de la Namibie vers le Sud de la République Démocratique du Congo, l'Ouest de la Tanzanie, le Nord du Botswana et le Mozambique
- Anthus vaalensis namibicus : Nord-Est et centre de la Namibie
- Anthus vaalensis exasperatus : Marais salants du Botswana ; Zimbabwe

## Liste des références utilisées
1. 1 2 3 4  Nik Borrow et Ron Demey, Oiseaux de l'Afrique de l'Ouest, 2015
2. ↑  « Pipit à dos uni Anthus leucophrys - Plain-backed Pipit », sur oiseaux.net (consulté le 2021).
3. ↑  « Pipit à dos uni Anthus leucophrys », sur ebird.org (consulté le 2021).
4. ↑  Georges Bouet, Oiseaux d'Afrique Tropicale, 1955
5. ↑  « Observations pipit à dos unis », sur inaturalist.org (consulté le 2021).
6. ↑  BirdLife International (BirdLife International), « IUCN Red List of Threatened Species: Anthus leucophrys », IUCN Red List of Threatened Species,‎ 9 août 2018 (DOI 10.2305/iucn.uk.2018-2.rlts.t22718485a131984191.en, lire en ligne, consulté le 27 octobre 2021)
7. ↑  (en) « Plain-backed or Buffy Pipit Anthus [leucophrys or vaalensis] (= Anthus leucophrys) Vieillot, 1818 », sur avibase.bsc-eoc.org (consulté le 2021).